# Відкритий чемпіонат США з тенісу 1986
Відкритий чемпіонат США з тенісу 1986 проходив з 26 серпня по 7 вересня 1986 року на відкритих кортах Тенісного центру імені Біллі Джин Кінг у парку Флашинг-Медоуз у районі Нью-Йорка Квінз. Це був третій, останній турнір Великого шолома календарного року, оскільки чемпіонату Австралії в цьому році не було.

## Огляд подій та досягнень
У чоловіків Іван Лендл захистив свій титул. Для нього це була друга перемога в Америці й 4-ий титул Великого шолома.
У жінок минулорічна чемпіонка Гана Мандлікова програла в чвертьфіналі, а виграла турнір Мартіна Навратілова, довівши загальну кількість своїх титулів Великого шолома до 41. Американською чемпіонкою вона стала вдев'яте. Ці цифри зросли ще на одиницю після виграшу Навратіловою та Шрайвер парного турніру.

## Результати фінальних матчів

### Дорослі
| Одиночний розряд. Чоловіки       |                                   |                         |
| Іван Лендл                       | Мілослав Мечирж                   | 6–4, 6–2, 6–0           |
|                                  |                                   |                         |
| Одиночний розряд. Жінки          |                                   |                         |
| Мартіна Навратілова              | Гелена Сукова                     | 6–3, 6–2                |
|                                  |                                   |                         |
| Парний розряд. Чоловіки          |                                   |                         |
| Андерс Гомес Слободан Живоїнович | Йоакім Нюстрем Матс Віландер      | 4–6, 6–3, 6–3, 4–6, 6–3 |
|                                  |                                   |                         |
| Парний розряд. Жінки             |                                   |                         |
| Мартіна Навратілова Пем Шрайвер  | Гана Мандлікова Венді Тернбулл    | 6–4, 3–6, 6–3           |
|                                  |                                   |                         |
| Мікст                            |                                   |                         |
| Раффаелла Реджі Серхіо Касаль    | Мартіна Навратілова Пітер Флемінг | 6–4, 6–4                |
|                                  |                                   |                         |

### Юніори
| Одиночний розряд. Хлопці       |                             |               |
| Хав'єр Санчес                  | Франко Давін                | 6–2, 6–2      |
|                                |                             |               |
| Одиночний розряд. Дівчата      |                             |               |
| Еллі Гакамі                    | Шон Стеффорд                | 6–2, 6–1      |
|                                |                             |               |
| Парний розряд. Хлопці          |                             |               |
| Томас Карбонелль Хав'єр Санчес | Джефф Таранго Девід Вітон   | 6–4, 1–6, 6–1 |
|                                |                             |               |
| Парний розряд. Дівчата         |                             |               |
| Яна Новотна Радка Зрубакова    | Олена Брюховець Лейла Месхі | 6–4, 6–2      |
|                                |                             |               |